# Gozdovniki
Gozdovniki so mladinska organizacija, ki jo je leta 1902 v ZDA ustanovil Ernest Thompson Seton. 

## Ustanovitev gozdovnikov
Ernest Thompson Seton je bil angleškega rodu, vendar se je z družino že v otroštvu preselil v Kanado, kjer se je navdušil nad gozdovi, rekami, živalmi ter naravo nasploh. Prve dni junija leta 1902 je v ZDA ustanovil enoto Woodcraft Indians, kar je bil začetek gozdovništva. Za označbo svoje nove vzgojne metode je vzel besedo »woodcraft«, kar pomeni spretnost živeti v gozdu oziroma naravi.

## Gozdovniki v Kraljevini Jugoslaviji
V decembru 1925 je na Slovenskem nastala tudi slovenska gozdovniška organizacija. Ustanovili so jo inženir Hinko Pajer, Črtomir Zorec, Branimir Kozinc in Vladimir Kravos. Gozdovniki in skavti so sprva delovali enotno, skupaj so taborili in se srečevali na sestankih. Do večjih razhajanj je prišlo leta 1924. Gozdovniška organizacija v Sloveniji se je od leta 1929 imenovala Jugoslovanska gozdovniška liga. Središče jugoslovanskih gozdovnikov je bilo v Sloveniji, z močno gozdovniško družino v Zagrebu in poskusi gozdovništva v Sarajevu. Če se je gozdovniška misel in organizacija rodila v Ljubljani, pa se je do druge svetovne vojne najmočneje in najkvalitetneje razvila v Mariboru. Med prvimi mariborskimi organizatorji gozdovnikov je bil kasnejši slikar Zoran Mušič. Jugoslovanskih gozdovnikov se je s pozdravnim pismom ob ustanovitvi spomnil sam Ernest Thompson Seton. Običajno so taborili na Gorenjskem, v bližini Žirovnice ali v Martuljku. Oblikovali so svoj tip šotora. Ob začetku druge svetovne vojne aprila 1941 je nemški okupator prepovedal in ukinil tudi gozdovniško organizacijo.  
Večina gozdovnikov in skavtov je sodelovala v odporu proti okupatorju in pri tem s pridom izrabljala skavtske in gozdovniške veščine. Po vojni je leta 1951 na tradicijah gozdovništva in skavtstva nastala Zveza tabornikov Slovenije.